# Ursa flavovittata
Ursa flavovittata là một loài nhện trong họ Araneidae.
Loài này thuộc chi Ursa. Ursa flavovittata được Eugène Simon miêu tả năm 1909.